# Dauði Baldrs
Dauði Baldrs је пети албум норвешког блек метал соло пројекта Бурцум. За разлику од претходног Бурзумовог рада, који је углавном био блек метал, ово је амбијентални албум. Варг Викернес га је снимио синтисајзером и нормалним диктафоном док је био у затвору, јер му није било дозвољено да користи друге инструменте или опрему за снимање. Завршен је за неколико мјесеци због његовог ограниченог приступа синтисајзерима, што је био случај и са сљедећим албумом Hliðskjálf.

## Музика
Стилски, албум је мјешавина средњовијековне музике, амбијенталног, неокласичног и минимализма, изразита промјена у односу на сирови блек метал који је карактерисао Бурзумов ранији рад. Неке песме су веома народне и средњевековне, док су неке ретке, хипнотичне, амбијенталне минималистичке песме, посебно "Illa tiðandi. Албум су многи описали као Dungeon Synth. Móti Ragnarokum садржи монофоне дионице помешане са другим дебљим секцијама. Illa tiðandi је најминималистичкија нумера, са само двије секције које се понављају у трајању од 10:29, које су обе једноставне мелодије клавира, на крају праћене хорским певањем.
Illa tiðandi је алтернативна верзија песме Decrepitude I, док је Bálferð Baldrs амбијентална верзија главног рифа из песме Jesu død. Móti Ragnarokum је проширена, амбијентална верзија песме Mace Attack. Двије од ових пјесама појавиле су се на претходном Бурзумовом албуму Filosofem.
Пјесма Dauði Baldrs је касније преаранжирана у блек метал пјесму Belus død на албуму Belus из 2010. године, иако је компонована 90-их на Wotans Verhängnis и остала необјављена.

## Име
Албум се првобитно звао Balders Død. Промо CD који је послат прије изласка албума имао је овај наслов, као и другачији омот. Штавише, неки примјерци албума имају грешку у штампању логотипа Бурзума, где се пише „Бурзу“.. Ријетки оригинални издања LP-а укључују књижицу од осам страница са уметничким дјелима и текстом на норвешком језику, као и сет од шест тарот карата. Плашт украшен свастиком који носи мушкарац на корицама је скоро тачна копија огртача који је носио лик Thordur у филму When the Raven Flies.

## Критике
| Професионални рејтинг | Професионални рејтинг |
| Резултати             | Резултати             |
| Извор                 | Рејтинг               |
| --------------------- | --------------------- |
| AllMusic              | [ 6 ]                 |
| Sputnikmusic          | [ 1 ]                 |

Sputnik Music је албуму дао оцјену 1,5 од 5, рекавши да је то „40 минута лудог неонацисте, убице који спаљује цркву како свира клавир играчку. Само је упола смијешно колико звучи“.

## Списак пјесама
Аутор(и) свих текстова и песама: Варг Викернес. 
| №               | Назив             | Трајање |  |
| 1.              | Dauði Baldrs      | 8:49    |  |
| 2.              | Hermoðr á Helferð | 2:41    |  |
| 3.              | Bálferð Baldrs    | 6:05    |  |
| 4.              | Í heimr Heljar    | 2:02    |  |
| 5.              | Illa tiðandi      | 10:29   |  |
| 6.              | Móti Ragnarǫkum   | 9:04    |  |
| Укупно трајање: | Укупно трајање:   | 39:10   |  |